# Gál Mátyás
Gál Mátyás (Debrecen, 1992. március 18. –) magyar labdarúgó, védekező középpályás.

## Pályafutása

### Debreceni VSC
Végigjárta a Loki utánpótlásgárdáit, 19 évesen már bemutatkozhatott az első csapatban is a Ligakupában és a Magyar kupában, 20 évesen már a Debreceni VSC első keretével kezdte meg felkészülését a 2013-as tavaszi szezonra.

### Vasas
2013. június 15-én egy évre kölcsönben a Vasas együtteséhez érkezett. 2013 szeptemberében már ő a Vasas csapatkapitánya. Az 1 éves kölcsönbe adása lejárta után úgy nyilatkozott, hogy nem szeretne Debrecenbe visszatérni, inkább az újonc Nyíregyháza Spartacusnál folytatná pályafutását.

## Pályafutása statisztikái

### Klub teljesítmény
| Klub             | Szezon           | NB I | NB I | NB II | NB II | NB III | NB III | Magyar kupa | Magyar kupa | Ligakupa | Ligakupa | Szuperkupa | Szuperkupa | Bajnokok-ligája | Bajnokok-ligája | Európa-liga | Európa-liga | Összesen | Összesen |
| Klub             | Szezon           | Mérk | Gól  | Mérk  | Gól   | Mérk   | Gól    | Mérk        | Gól         | Mérk     | Gól      | Mérk       | Gól        | Mérk            | Gól             | Mérk        | Gól         | Mérk     | Gól      |
| ---------------- | ---------------- | ---- | ---- | ----- | ----- | ------ | ------ | ----------- | ----------- | -------- | -------- | ---------- | ---------- | --------------- | --------------- | ----------- | ----------- | -------- | -------- |
| Létavértes       |                  |      |      |       |       |        |        |             |             |          |          |            |            |                 |                 |             |             |          |          |
| 2009–10          | —                | —    | —    | —     | 24    | 04     | —      | —           | —           | —        | —        | —          | —          | —               | —               | —           | 024         | 04       |          |
| 2010–11          | —                | —    | —    | —     | 27    | 04     | —      | —           | —           | —        | —        | —          | —          | —               | —               | —           | 027         | 04       |          |
| 2011–12          | —                | —    | —    | —     | 22    | 01     | —      | —           | —           | —        | —        | —          | —          | —               | —               | —           | 022         | 01       |          |
| Összesen         | —                | —    | —    | —     | 73    | 09     | —      | —           | —           | —        | —        | —          | —          | —               | —               | —           | 073         | 09       |          |
| DVSC–DEAC        |                  |      |      |       |       |        |        |             |             |          |          |            |            |                 |                 |             |             |          |          |
| 2012–13          | —                | —    | 28   | 01    | —     | —      | 02     | 01          | 02          | 0        | —        | —          | 1          | 11              | —               | —           | 032         | 02       |          |
| Összesen         | —                | —    | 28   | 01    | —     | —      | 02     | 01          | 02          | 0        | —        | —          | —          | —               | —               | —           | 032         | 02       |          |
| Vasas            |                  |      |      |       |       |        |        |             |             |          |          |            |            |                 |                 |             |             |          |          |
| 2013–14          | —                | —    | 29   | 06    | —     | —      | 01     | 0           | 07          | 0        | —        | —          | —          | —               | —               | —           | 037         | 06       |          |
| 2014–15          | —                | —    | 10   | 0     | —     | —      | —      | —           | 03          | 0        | —        | —          | —          | —               | —               | —           | 010         | 0        |          |
| Összesen         | —                | —    | 39   | 06    | —     | —      | 01     | 0           | 10          | 0        | —        | —          | —          | —               | —               | —           | 050         | 06       |          |
| Karrier összesen | Karrier összesen | —    | —    | 67    | 07    | 73     | 09     | 03          | 01          | 12       | 0        | —          | —          | —               | —               | —           | —           | 155      | 17       |

Utolsó elszámolt mérkőzés: 2015. február 21.